# ネリプロクト
ネリプロクトは、副腎皮質ホルモン「吉草酸ジフルコルトロン」と局所麻酔薬「リドカイン」を含有する痔疾用配合剤である。

## 開発の経緯
「ネリプロクト軟膏・坐剤」がドイツのシエーリング社Schering AG（現 Bayer Schering Pharma）および日本シエーリング（現 バイエル薬品）によって開発された。
- 1993年 - 承認、発売。
- 2005年 - インテンディスが承継、販売。
- 2010年 - インテンディスとの統合によりバイエル薬品が販売[1][2]。

## 適応症
痔核に伴う症状（出血、疼痛、腫脹）

## 臨床効果
市販後の使用成績調査3,346例の解析結果（軟膏、坐剤の合算）
有効：71%、やや有効以上：97%

## 副作用
- 軟膏：総症例2,612例中13例（0.5%）。主な副作用は瘙痒（症）・肛囲瘙痒症、刺激感等。臨床検査値異常は認められなかった（再審査終了時）。
- 坐剤：総症例2,182例中18例（0.8%）。主な副作用は瘙痒（症）、鼓腸放屁、刺激感等。臨床検査値異常は認められなかった（再審査終了時）。

## 薬効薬理
1. 抗炎症作用 （ラット）
- カプロン酸ヒドロコルチゾンを含有する痔疾用剤と同等ないしはより強力
- ヒドロコルチゾン含有痔疾用剤および副腎皮質ホルモンを含有しない痔疾用剤に比し強力

2. 鎮痛作用（ラット） 
- 疼痛：リドカインによる速効効果
- 炎症痛：吉草酸ジフルコルトロンによる経時的軽減